# AM General
La AM General è un produttore statunitense di veicoli a trazione integrale, autocarri e bus con sede a South Bend nello Stato dell'Indiana. È conosciuta soprattutto per la produzione del famoso mezzo da ricognizione dell'esercito americano, il High Mobility Multipurpose Wheeled Vehicle o "Humvee", assemblato negli stabilimenti di Mishawaka sempre in Indiana.
Dell'Humvee sono state prodotte anche delle versioni civili, vendute con il marchio Hummer.

## Storia
Le radici della AM General (e la sua sede di South Bend) sono legate alla "General Products Division" della Studebaker che, per aver sempre avuto grossi contratti con la Difesa Americana, è stata acquisita dalla Kaiser Industries nel 1964, dopo che la Studebaker lasciò l'industria dell'auto.
La Kaiser possedeva dal 1953 anche la Willys (produttrice della famosa Jeep): così, quando la American Motors Corporation (AMC) divenne proprietaria della Jeep Corporation dalla Kaiser nel 1970, ebbe anche la "General Products Division" della vecchia Studebaker.
Nel 1971, la AMC fece diventare la “General Products Division” (dato che produceva veicoli non destinati al mercato) una parte separata della Jeep, rinominandola AM General Corporation.

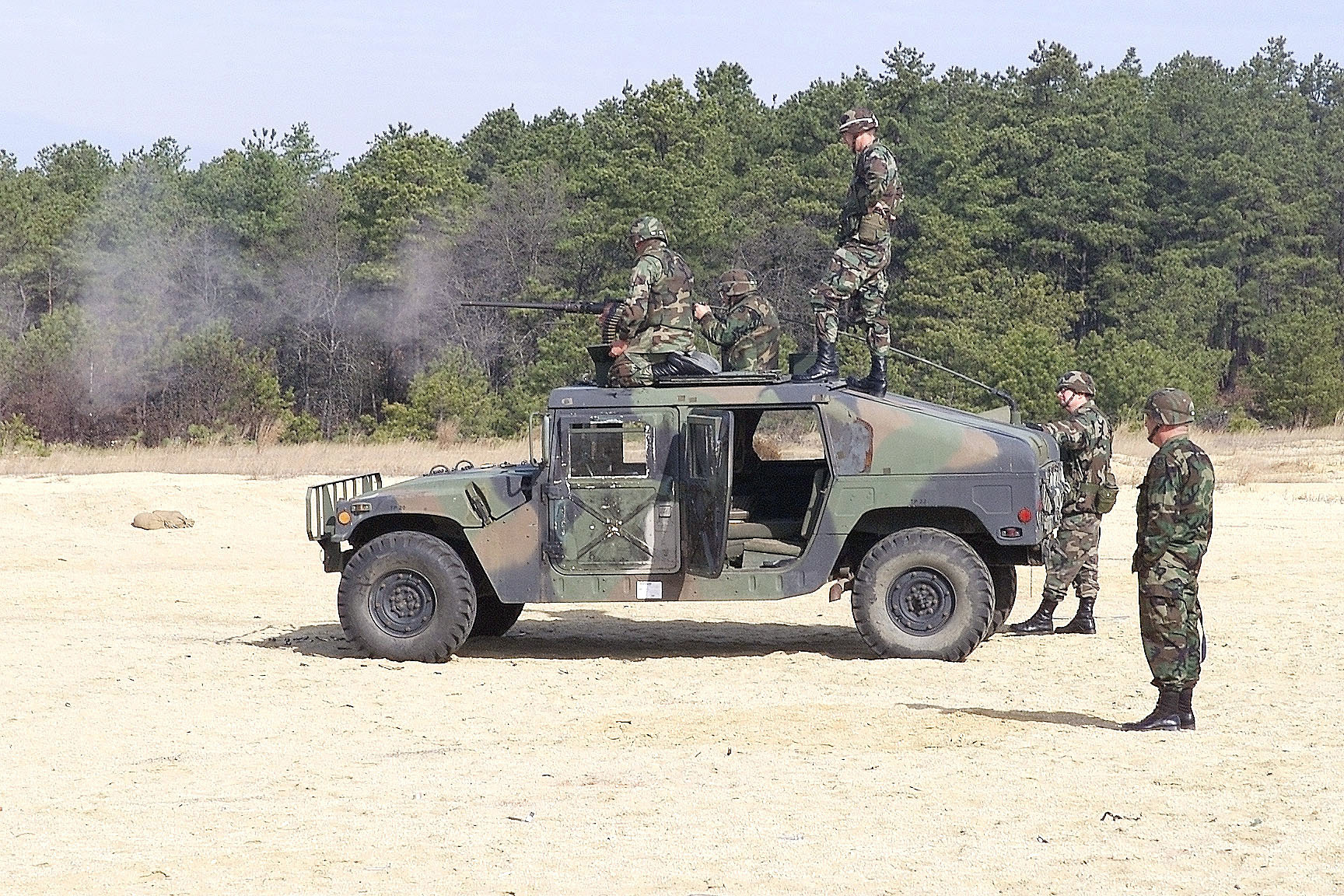
Un Humvee in operazioni di addestramento

Tra la fine degli anni settanta e l'inizio degli anni ottanta la AM General Corporation si interessò della progettazione del nuovo veicolo da ricognizione per l'esercito americano: l'Humvee, che tuttora produce.
La AMC cessò di essere indipendente nel 1982, quando venne acquistata dalla Renault. Le leggi del Governo Federale vietavano però alla Difesa l'uso di mezzi prodotti da aziende controllate da altri governi (la Renault era infatti parzialmente controllata dal governo francese). Così, nel 1983, la AM General fu venduta dalla AMC alla LTV Corporation, diventando una divisione della LTV Aerospace and Defense Company.
Nel 1992 The Renco Group, Inc. di New York acquistò la AM General Corporation dalla LTV.